# Stylidium hispidum
Stylidium hispidum este o specie de plante dicotiledonate din genul Stylidium, familia Stylidiaceae, ordinul Asterales, descrisă de Lindley. Conform Catalogue of Life specia Stylidium hispidum nu are subspecii cunoscute.

## Galerie de imagini

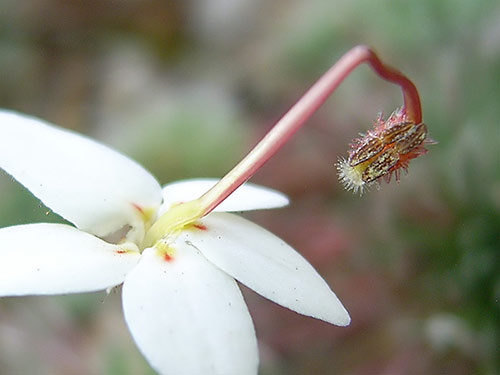